# Il Girasole
Il Girasole (Die Sonnenblume) war ein kurzlebiges Wahlbündnis in Italien im Jahre 2001 zwischen der Federazione dei Verdi und der Socialisti Democratici Italiani (SDI).

## Geschichte
Bereits am 28. Oktober 2000 brachte die Grazia Francescato, Politikerin der Federazione dei Verdi, die Idee eines neuen Bündnisses ins Spiel, ohne sich auf einen Bündnispartner festzulegen. Am 21. Dezember 2000 erschien in der Tageszeitung La Repubblica ein Aufruf zur Gründung des neuen Bündnisses mit Unterschriften Politiker verschiedener Parteien. Wegen Streitigkeiten über eine gemeinsame Linie und auch über die teilnehmenden Parteien beendete die Partito dei Comunisti Italiani am 11. Februar 2001 die Zusammenarbeit und trat bei den Wahlen alleine an. Am 26. Februar 2001  wurde das Projekt mit nunmehr zwei Bündnispartner offiziell präsentiert, am 6. März wurde das Logo vorgestellt.
Beide Parteien waren Teil des größeren Bündnisses Ulivo und erhofften sich  für den Verhältniswahlteil bei der Wahl zur Camera dei deputati eine größere Chance, zusammen die 4 %-Hürde zu überspringen. Die Liste erhielt bei den Wahlen am 13. Mai 2001 jedoch nur 2,2 % und damit keine Sitze über die Verhältniswahl. Bei der Mehrheitswahl hingegen konnten 8 (Verdi) bzw. 9 (SDI) Kandidaten auf der gemeinsamen Liste des Ulivo in die Camera einziehen. Danach gingen die beiden Parteien wieder getrennte Wege.